# Elvira Fremont i Verdier
Elvira Fremont i Verdier (Barcelona, 29 d'agost de 1881 - Barcelona, 19 de novembre de 1956) va ser una actriu catalana, filla de la també actriu Antònia Verdier.

## Biografia
Elvira Fremont va néixer al carrer de la Cadena de Barcelona, filla d'Eduard Fremont i Font i d'Antònia Verdier i Borrellas, ambdós naturals de Barcelona.
Va morir el matí del 19 de novembre de 1956 al seu domicili de Barcelona.

## Trajectòria professional
Teatre
- 1896, 16 d'abril. En el paper de Regina a l'obra Espectres d'Henrik Ibsen. Estrenada al Teatre Olimp de Barcelona.
- 1908, 18 de novembre. En el paper de Donya Mercedes a l'obra Gent d'ara d'Eduard Coca i Vallmajor. Estrenada al teatre Novetats de Barcelona, per la "Nova Empresa de Teatre Català" d'Adrià Gual.
- 1909, 12 de març. En el paper Rosa Bernd a l'obra Rosa Bernd de Gerhart Hauptmann. Estrenada al teatre Novetats de Barcelona.
- 1909, 17 d'abril. En el paper d'Assumpta a l'obra El començar de les coses de Josep Morató. Estrenada al teatre Novetats de Barcelona, per la "Nova Empresa de Teatre Català" d'Adrià Gual.
- 1910, 26 febrer. En el paper de Mariàngela a l'obra Reixes enfora de Manuel Folch i Torres. Estrenada al teatre Romea de Barcelona.
- 1910, 12 abril. En el paper de Francisca a l'obra L'únic consol de Ramon Suriñach i Senties. Estrenada al teatre Romea de Barcelona.
- 1910, 25 de novembre. En el paper d'Àgata a l'obra El magistrat de Arthur Wing Pinero. Estrenada al teatre Romea de Barcelona.
- 1910, 23 desembre. En el paper d'Enriqueta de Morfontaine a l'obra L'amor vetlla de Gaston Armand Caillavet i Robert de Flers. Estrenada al teatre Romea de Barcelona.
- 1911, 21 gener. En el paper de Senyora Edmond a l'obra L'intrús de Tristan Bernard. Estrenada al teatre Romea de Barcelona.
- 1912, 30 de març. En el paper de La Mare, 40 anys a l'obra La Verge del Mar de Santiago Rusiñol, estrenat al teatre Catalunya de Barcelona.
- 1912, 13 d'abril. En el paper de La forastera a l'obra La forastera de Pau Parellada i Molas. Estrenada al teatre Catalunya de Barcelona.
- 1912, 20 d'abril. En el paper d'Isabel a l'obra L'Esbojarrada d'Antoni Muntañola. Estrenada al teatre Catalunya de Barcelona.
- 1912, 18 maig. En el paper de Raquel a l'obra Desamor de Joan Puig i Ferreter. Estrenada al Teatre Catalunya de Barcelona.
- 1912, 15 de novembre. En el paper de Cèlia a l'home L'home de palla d'Ignasi Iglésias. Estrenada al Gran Teatre Espanyol de Barcelona.
- 1913, 20 desembre. En el paper de Magdalena a l'obra La Nazarena de Ricardo Estrada. Estrenada al Gran Teatre Espanyol de Barcelona.
- 1918, 10 gener. En el paper de Margarida a l'obra Rondalla d'esparvers de Josep Maria de Sagarra. Estrenada al teatre Romea de Barcelona.
- 1918, 30 de març. En el paper de La Rosa a l'obra La mel i les vespes de Josep Pous i Pagès. Estrenada al teatre Romea de Barcelona.
- 1918, 21 de setembre. En el paper de L'Eugènia de can Reixac, 46 anys' a l'obra Rei i senyor de Josep Pous i Pagès. Estrenada al teatre Romea de Barcelona.
- 1919, 18 de gener. En el paper de Marcela Fontcoberta a l'obra Papallones de Josep Pous i Pagès. Estrenada al teatre Romea de Barcelona.
- 1919, 17 octubre. En el paper de L'Amèlia a l'obra Flacs naixem, flacs vivim... de Josep Pous i Pagès. Estrenada al teatre Romea de Barcelona.
- 1919, 30 de novembre. En el paper de la Bessona a l'obra La senyora Marieta, original d'Ignasi Iglesias, estrenada al teatre Romea.
- 1927. 7 d'octubre. En el paper de Xara a l'obra La caravana perduda de Juli Vallmitjana, estrenada al teatre Romea de Barcelona.
- 1927. 22 d'octubre. En el paper Tasara a l'obra El milionari del Putxet, de Gantó A. Màntua, estrenada al teatre Romea de Barcelona.
- 1928. 11 de gener. En el paper de Manela a l'obra T’estimo!.. d'Alfons Roure, estrenada al teatre Romea de Barcelona.
- 1928. 14 de febrer. En el paper de Donya Bàrbara a l'obra El cavaller immortal de Manuel Fontdevila,estrenada al teatre Romea de Barcelona.
- 1928. 22 de març. En el paper de Bàrbara, la majordoma a l'obra  Els faritzeus  d'Apeles Mestres, estrenada al teatre Romea de Barcelona.
- 1928. 7 d'abril. En el paper de Rosa a l'obra  L'hereu Riera de Francesc Oliva i Victor Mora, estrenada al teatre Romea de Barcelona.
- 1929, 26 de febrer. En el paper de Donya Carme (60 anys) a l'obra Quan el cor parla de J. Bernat i Duran. Estrenada al teatre Romea de Barcelona.
- 1929, 30 de març. En el paper de Mistress Rice a l'obra El procés de Mary Dugan, original de Bayard Veiller, estrenada al teatre Romea de Barcelona.
- 1934, 17 novembre. Madame, de Lluís Elias. Estrenada al Teatre Poliorama de Barcelona.(en el paper de Senyora Rifell).
- 1935, 21 març. La rambla de les floristes de Josep Maria de Sagarra. Estrenada al teatre Poliorama de Barcelona.
- 1935, 30 d'octubre. Roser florit de Josep Maria de Sagarra. Estrenada al teatre Novetats de Barcelona. (en el paper de Rita).
- 1935, 15 de novembre. Amàlia, Amèlia i Emília de Lluís Elias. Estrenada al teatre Novetats de Barcelona. (en el paper de Senyora Cabot).
- 1946, 17 d'octubre. El prestigi dels morts de Josep Maria de Sagarra. Estrenada al teatre Romea de Barcelona. (en el paper Vídua Aguilar.)

Cinema
- 1913. Locura de amor. Director: Ricardo de Baños.
- 1914. Sacrificio. Director: Alberto Marro.